# Черкаський завод пакувальних машин
Черкаський завод пакувальних машин «УпМаш» — підприємство у галузі машинобудування, розташоване у місті Черкаси.

## Продукція
Підприємство випускає наступну продукцію:
- Автомат фасувально-закупорювальний лінійного типу МК-ОФЛ-1
- Автомат фасувально-закупорювальний лінійного типу МК-ОФЛ
- Машина фасувально-закупорювальна МК-ОФС-09
- Автомат фасувально-закупорювальний з електромеханічним приводом МК-ОФМ
- Автомат фасувально-закупорювальний МК-ФФА
- Машина фасувально-закупорювальна МК-ОФС-08
- Машина фасувально-закупорювальна МК-ОФН
- Установка термозварювальна кришки МК-ОСР
- Установка для пакування та закупорювання продукції МК-УПП-1
- Установка для пакування та закупорювання продукції МК-УПК-1Б
- Установка для пакування кришок МК-УПБ
- Установка для пакування хлібобулочних виробів МК-УПК-2
- Установка для випікання вафельних стаканчиків МК-ОВС
- Фризер двоциліндровий «Борич-2»
- Фризер одноциліндровий «Русич» з вмонтованим міксером
- Дозатор морозива МК-ОДМ
- Машина для обрушування насіння соняшника МК-МШЗ
- Машина для подрібнення зерна МК-МИЗ
- Ванна сироробна з підпресуванням шару

Більшість продукції виготовляється на замовлення, адже вироби є досить ексклюзивними і проектуються виходячи з конкретних вимог замовника. Особлива увага приділялась ремонтопридатності обладнання, вироби пристосовані під українські умови виробництва.

## Виноски
1. ↑  Архівована копія. Архів оригіналу за 16 квітня 2014. Процитовано 16 квітня 2014.{{cite web}}:  Обслуговування CS1: Сторінки з текстом «archived copy» як значення параметру title (посилання) [Архівовано 2014-04-16 у Wayback Machine.]
2. ↑  Архівована копія. Архів оригіналу за 16 квітня 2014. Процитовано 15 квітня 2014.{{cite web}}:  Обслуговування CS1: Сторінки з текстом «archived copy» як значення параметру title (посилання) [Архівовано 2014-04-16 у Wayback Machine.]
3. ↑  Архівована копія. Архів оригіналу за 27 травня 2013. Процитовано 15 квітня 2014.{{cite web}}:  Обслуговування CS1: Сторінки з текстом «archived copy» як значення параметру title (посилання) [Архівовано 2013-05-27 у Wayback Machine.]